# Nathalie Dewulf
Nathalie Dewulf (nascida a 3 de fevereiro de 1974, Izegem) é uma política belga que é deputada na Câmara dos Representantes do partido nacionalista flamengo Vlaams Belang desde 2019.
Dewulf ingressou no Vlaams Belang em 2012 e tornou-se conselheira do partido na sua cidade natal, Izegem, em 2018. Em 2019, ela foi eleita para a Câmara dos Representantes depois de ser colocada em segundo lugar na lista do círculo eleitoral de Flandres Ocidental. Após a sua eleição, ela foi investigada pelo seu partido após uma publicação antiga no Facebook no qual fazia uma piada em que comparava favoravelmente o personagem do filme ET a imigrantes marroquinos postando “Ele veio sozinho, ele já tinha uma bicicleta, ele aprendeu nossa língua e ele queria voltar para casa." Dewulf posteriormente emitiu um pedido de desculpas público. No parlamento, Dewulf apresentou uma moção que permitiria que mulheres grávidas utilizassem vagas de estacionamento para deficientes.